# Z księżyca spadłeś?
Z księżyca spadłeś? (ang. What Planet Are You From?) – komedia science fiction z 2000 roku, w reżyserii Mike’a Nicholsa.

## Obsada
- Garry Shandling – Harold Anderson
- Annette Bening – Susan Hart-Anderson
- John Goodman – Roland Jones
- Greg Kinnear – Perry Gordon
- Ben Kingsley – Graydon
- Judy Greer – Rebecca
- Danny Zorn – Randy
- Harmony Smith – Rita
- Richard Jenkins – Don Fisk
- Linda Fiorentino – Helen Gordon
- Caroline Aaron – Nadine Jones
- Nora Dunn – Madeline
- Cricky Long – Janice
- Camryn Manheim – Alison
- Ann Cusack – Liz